# Dresser-Rand
Dresser-Rand ist eine zu Siemens Energy gehörende Gruppe von Maschinenbauunternehmen. Hauptprodukte sind Turbomaschinen wie Dampfturbinen, Gasturbinen und Kompressoren im mittleren und größeren Leistungsbereich (bis über 100 Megawatt). 
Das US-amerikanische Unternehmen ist weltweit tätig und hat 13 Fabriken in 8 Staaten mit rund 7.200 Beschäftigten. Weiterhin bestehen 49 Servicecenter weltweit. Hauptkunden sind die Öl- und Gasindustrie, Versorger und Industrieunternehmen.

## Geschichte
Das Unternehmen Dresser Industries wurde 1880 von Robert Solomon Dresser (1842–1911) gegründet. Im Jahr 1927 hatte es einen jährlichen Umsatz von 3,7 Millionen US-Dollar und beschäftigte 400 Arbeiter. Dressers Nachkommen verkauften das Unternehmen 1928 an den Investor WA Harriman & Company, die es in eine Aktiengesellschaft durch die Ausgabe von 300.000 Aktien umwandelte. 1950 zog der Firmensitz ins Zentrum der amerikanischen Ölindustrie um, nach Dallas in Texas.
Im Jahr 1987 beschlossen Dresser Industries und der Wettbewerber Ingersoll Rand, die gemeinsamen Aktivitäten im Bereich Turbomaschinenbau zusammenzulegen. So entstand das Joint Venture Dresser-Rand. Im Zuge der Gründung des Joint Ventures wurden einige Produktlinien an den Rivalen Goulds Pumps verkauft.
Nachdem Dresser Industries 1998 von Halliburton übernommen worden war, übernahm Ingersoll Rand im Jahr 2000 alle Anteile von Dresser. 2004 verkaufte Ingersoll Rand die Tochter Dresser-Rand an die Investmentgesellschaft First Reserve Corporation (FRC).
Im Laufe des Jahres 2011 wurde die spanische Grupo Guascor S.L. übernommen, ein Hersteller für Hochgeschwindigkeits-Rotationsmaschinen.
Im September 2014 gab Siemens die Übernahme von Dresser-Rand bekannt. Der Kauf für 7,8 Milliarden US-Dollar war im Sommer 2015 vollzogen.